# Bitwa pod Boremlem
Bitwa pod Boremlem – bitwa stoczona w dniach 18–19 kwietnia 1831 roku podczas powstania listopadowego.
Józef Dwernicki, mając do dyspozycji 7000 żołnierzy i 12 dział, otrzymał zadanie rozszerzenia powstania na Wołyniu, jednak rozczarowany obojętnym przyjęciem przerzucił swą dywizję na Podole. Podczas przeprawy przez Styr po niedawno naprawionym moście w okolicy Boremla natknął się 18 kwietnia na dywizję rosyjską liczącą 11 000 żołnierzy oraz 36 dział dowodzoną przez generała Fiodora Rydygiera. Rosjanie próbowali opanować most, jednak nie udało im się to z powodu celnego ognia artylerii i dzielnej postawy piechoty polskiej. Nie mogąc zdobyć mostu, Rydygier przeprawił swe wojska na lewy brzeg Styru pod Hrynikami nocą. Następnie, mając przewagę liczebną i ogniową, zaatakował dywizję Dwernickiego. Polski wódz zademonstrował wielki talent w posługiwaniu się artylerią i jazdą, odrzucił Rosjan i zdobył 5 dział. Zarówno Rosjanie, jak i Polacy stracili w bitwie po 500 żołnierzy. Mimo zwycięstwa Dwernicki nie mógł przeprawić się przez Styr pod Boremlem, gdyż obserwujący go Rosjanie wciąż byli zbyt silni. Przeprawił się zatem 20 kwietnia pod Beresteczkiem.